# World TeamTennis 2016
World TeamTennis 2016 — летняя профессиональная командная теннисная лига, игры которой проходили в США в июле-августе 2016 года. Представляла собой 41-й сезон профессионального турнира World TeamTennis. Шесть клубов играли между собой по круговой схеме (каждый провёл шесть игр на домашних кортах и шесть на выезде) с 31 июля по 13 августа, финал с участием двух лучших команд регулярного сезона прошёл 26 августа 2016 года. Победительницей лиги стала команда «Сан-Диего Авиэйторс».

## Команды-участницы
В играх лиги принимают участие шесть команд; в отличие от прошлых сезонов, команды не разбивались на конференции по географическому признаку, а образуют общую группу, в которой каждая из них проводит по 6 матчей дома и 6 в гостях. Команды представляют четыре штата США (две от Калифорнии) и округ Колумбия.
По сравнению с предыдущим сезоном в составе лиги произошли следующие изменения:
- выступавшая в Сакраменто команда «Калифорния Дрим» была распущена из-за финансовых проблем и неспособности уплатить взнос за участие в турнире[1]
- клуб «Остин Эйсез» после нескольких лет, в которые франшиза находилась в Техасе, вернулся в Калифорнию, вернув себе историческое имя «Ориндж Каунти Брейкерз»[2]
- выступавший в лиге с 2005 года клуб «Бостон Лобстерс» прекратил своё существование, поскольку в Массачусетсе не нашлось желающих приобрести команду. Место «Лобстерс» в лиге занял клуб «Нью-Йорк Эмпайр»; таким образом, в штате Нью-Йорк после трёхлетнего перерыва снова появился клуб WTT[3].

| Команда                | Город                   | Состав |
| ---------------------- | ----------------------- | --- |
| Вашингтон Каслс        | Вашингтон               | - Боб Брайан - Майк Брайан - Мэдисон Бренгл - Сэмюэль Грот - Ник Кирьос - Сэм Куэрри - Леандер Паес - Анастасия Родионова - Марди Фиш - Мартина Хингис |
| Ориндж Каунти Брейкерз | Ньюпорт-Бич, Калифорния | - Николь Гиббс - Стив Джонсон - Алла Кудрявцева - Скотт Липски - Деннис Новиков                                                                        |
| Нью-Йорк Эмпайр        | Нью-Йорк                | - Энди Роддик - Мария Иригойен - Кристина Макхейл - Гидо Пелья - Нил Скупски                                                                           |
| Сан-Диего Авиэйторс    | Карлсбад, Калифорния    | - Джеймс Блейк - Равен Класен - Шелби Роджерс - Райан Харрисон - Дарья Юрак                                                                            |
| Спрингфилд Лейзерс     | Спрингфилд, Миссури     | - Беньямин Беккер - Джон Изнер - Михаэлла Крайчек - Полин Пармантье - Жан Андерсен (запасной) - Эрик Буторак (запасной)                                |
| Филадельфия Фридомз    | Вилланова, Пенсильвания | - Наоми Броуди - Каролина Возняцки - Саманта Крофорд - Лукаш Лацко - Фабрис Мартен - Дональд Янг                                                       |

## Турнирная таблица
Каждая команда провела по 6 матчей на домашнем корте и 6 матчей на выезде. Матчи кругового этапа проходили с 31 июля по 13 августа 2016 года. Каждый матч состоял из 5 сетов — в мужском одиночном, женском одиночном, мужском парном, женском парном и смешанном парном разряде.
Две лучших команды по итогам кругового этапа встретились между собой в финальном матче, который пройдёт 26 августа в Нью-Йорке на стадионе в Форест-Хилс — месте, где раньше проходил Открытый чемпионат США по теннису. Этими командами стали представляющие Калифорнию «Ориндж Каунти Брейкерз» и «Сан-Диего Авиэйторс», а действующие чемпионы и победители шести из семи предыдущих чемпионатов «Вашингтон Каслс» не сумели пробиться в финал (в третий раз за историю клуба).

### Групповой этап
| Легенда            |
| ------------------ |
| Победа дома        |
| Поражение дома     |
| Победа в гостях    |
| Поражение в гостях |

| Команда                | ОКБ                     | СДА                     | ВК                      | ФФ                      | СЛ                      | НЙЭ                     | В | П  | %    |
| ---------------------- | ----------------------- | ----------------------- | ----------------------- | ----------------------- | ----------------------- | ----------------------- | - | -- | ---- |
| Ориндж Каунти Брейкерз |                         | 19-20 22-20 15-23 21-19 | 25-10 19-25             | 23-17 18-21             | 24-17 22-19             | 25-8 19-17              | 8 | 4  | 66,7 |
| Сан-Диего Авиэйторс    | 20-19 20-22 23-15 19-21 |                         | 21-15 23-20             | 23-15 9-25              | 22-19 21-23             | 24-18 24-16             | 8 | 4  | 66,7 |
| Вашингтон Каслс        | 10-25 25-19             | 15-21 20-23             |                         | 18-23 24-18             | 22-16 21-20             | 22-15 23-14 19-21 22-13 | 7 | 5  | 58,3 |
| Филадельфия Фридомз    | 17-23 21-18             | 15-23 25-9              | 23-18 18-24             |                         | 23-17 20-16 19-24 18-23 | 22-19 17-16             | 7 | 5  | 58,3 |
| Спрингфилд Лейзерс     | 17-24 19-22             | 19-22 23-21             | 16-22 20-21             | 17-23 16-20 24-19 23-18 |                         | 15-19 22-19             | 4 | 8  | 33,3 |
| Нью-Йорк Эмпайр        | 8-25 17-19              | 18-24 16-24             | 15-22 14-23 21-19 13-22 | 19-22 16-17             | 19-15 19-22             |                         | 2 | 10 | 16,7 |

### Финал лиги
| Команда                | СП | ЖО | МП | МО | ЖП | ОТ | Общий счёт |
| ---------------------- | -- | -- | -- | -- | -- | -- | ---------- |
| Сан-Диего Авиэйторс    | 5  | 5  | 5  | 5  | 4  | 1  |            |
| Ориндж Каунти Брейкерз | 2  | 2  | 2  | 2  | 5  | 1  |            |

## Лидеры лиги
| Разряд            | Лидер                        | Команда   | Выиграно геймов | Проиграно геймов | Процент побед |
| ----------------- | ---------------------------- | --------- | --------------- | ---------------- | ------------- |
| Женский одиночный | Мэдисон Бренгл               | Каслс     | 49              | 31               | 61,3          |
| Мужской одиночный | Райан Харрисон               | Авиэйторс | 45              | 29               | 60,8          |
| Женский парный    | Николь Гиббс Алла Кудрявцева | Брейкерз  | 52              | 39               | 57,1          |
| Мужской парный    | Равен Класен                 | Авиэйторс | 54              | 38               | 58,7          |
| Смешанный парный  | Наоми Броуди Фабрис Мартен   | Фридомз   | 55              | 42               | 56,7          |

- Самый ценный игрок (MVP) сезона среди женщин: Николь Гиббс (Брейкерз)[6]
- Самый ценный игрок сезона среди мужчин: Райан Харрисон (Авиэйторс)[6]
- Лучшие новички: Михаэлла Крайчек (Лейзерс), Фабрис Мартен (Фридомз)[6]
- Самый ценный игрок финала: Равен Класен (Авиэйторс)[7]
- Тренер года: Джон Ллойд (Авиэйторс)[8]